# 細井幾太郎
細井幾太郎（ほそい いくたろう）は第二次世界大戦の戦火により失われた人形浄瑠璃「文楽」（ぶんらく）の復興者。息子は松竹で藤山寛美に付いて大道具を取り仕切った細井一雄。曾孫は現代の演出家「八角数計」である。

## 人物
明治生まれの三重県の人。幼い頃から芝居に興味を持ち荷物持ち・付き人を経て人形浄瑠璃の世界に入る。
本人は浄瑠璃の世界に憧れ、人形使いを目指していたが同期の瀬川三十朗・山中徳要らの才覚の高さに敵わないと悟り裏方・若手への指導を主として立ち回る事となる。
- 対人的には非常に柔和だったが人形の扱い方の指導は徹底しており、泊り込みで稽古する事も少なくなかった。
- 戦前から浄瑠璃に携わっていたが大阪が戦火に巻き込まれ多くの芝居道具・人形・芝居小屋が消失。
- 役者らも散り散りとなり一時的に大阪浄瑠璃は滅びたが細井幾太郎ら10余人が四国に渡り戦火を免れた人形等を収集、借り入れを懇願し大阪での復興に尽力した。
- 日本伝統芸能の復興は偉業とされ、四国での指揮をとっていた細井幾太郎に昭和天皇より黄綬褒章を下賜される。
- 復興後も長らく大阪の文楽座で若手の指導にあたっており、歌舞伎の市川家とも縁があり日本の伝統芸能立役者の一人である。
- 晩年は一線を退いていたが依頼によりオリジナルの台本を手がけたりしていた。「吹雪風」「桜々」等が残っているが伝統を好む客の嗜好には合わなかったようで一部しか残っていない。

## 現代に残っている創作台本
- 『吹雪風』
- 『桜々』
- 『瀬々らぎ』
- 『によし』
- 『国かほる』（国は旧字体）
- 『ささらへば』
- 『宵果つる』